# Complications – Trilogy of Intricacy
Complications – Trilogy of Intricacy är en EP med det norska progressiv metal-bandet Age of Silence, utgivet 2005 av skivbolaget  The End Records. Konceptet med albumet kretsar kring öppningen av ett köpcentrum i helvetet.

## Låtförteckning
1. "The Idea of Independence and the Reason Why it's Austere" – 6:24
2. "Mr. M, Man of Muzak" – 4:09
3. "Vouchers, Coupons and the End of a Shopping Session" – 5:29

## Medverkande
Musiker (Age of Silence-medlemmar)
- Hellhammer (Jan Axel Blomberg) – trummor
- Lazare (Lars Are Nedland) – sång
- Kobbergaard (Helge K. Haugen) – gitarr, vokal
- Extant (Joacim Solheim) – gitarr
- Eikind (Lars Erik Stang Sætheren) – basgitarr, sång
- Andy Winter – keyboard

Produktion
- Andy Winter – producent, ljudtekniker, ljudmix